# Nyer
Nyer (în catalană Nyer) este o comună în departamentul Pyrénées-Orientales din sudul Franței. În 2009 avea o populație de 167 de locuitori.

## Evoluția populației
| An        | 1975 | 1982 | 1990 | 1999 | 2006 | 2009 |
| --------- | ---- | ---- | ---- | ---- | ---- | ---- |
| Populație | 112  | 140  | 132  | 108  | 180  | 167  |